# Akkadština
Akkadština (akkadsky: 𒀝𒅗𒁺𒌑) je mrtvý semitský jazyk (člen širší afroasijské jazykové rodiny), kterým se hovořilo v oblasti starověké Mezopotámie. Tento nejstarší doložený semitský jazyk k zápisu používal klínové písmo, převzaté ze starší sumerštiny (nepříbuzný, izolovaný jazyk, rozšířený na stejném území). Termín akkadština je odvozen od hlavního města Akkadu, které vybudoval kolem roku 2340 př. n. l. panovník Sargon a které bylo kulturním centrem starověké Mezopotámie.
První stopy akkadštiny tvoří akkadská vlastní jména v sumerských textech (kolem 2800 př. n. l.). Souvislé akkadské texty se postupně objevují až v druhé polovině třetího tisíciletí. Do dnešního dne byly objeveny stovky tisíc textů a textových fragmentů velmi různého zaměření – mýty, oblast sociálně správní, odborné protovědecké práce, korespondence a mnohé další. V druhém tisíciletí př. n. l. se akkadština štěpí do dvou variant – asyrštiny a babylónštiny (jde o lokální dialekty, kterými se hovořilo v severní části starověké Mezopotámie – Asýrii – a v její jižní části – Babylónii). Po mnohá staletí byla akkadština lingua franca celého blízkého východu, v průběhu 8. století př. n. l. však začala být stále citelněji vytlačována aramejštinou. V době helénistické už pak nebyla živým jazykem, znalost akkadštiny se omezovala na písaře a kněze. Nejmladší text psaný klínovým písmem je psán právě akkadsky a vznikl v 1. století n. l.

## Fonologie

### Souhlásky
|              |              | Labiála | Alveolára | Postalveolára | Velára | Glotála |
| ------------ | ------------ | ------- | --------- | ------------- | ------ | ------- |
| Nazála       | Nazála       | m       | n         |               |        |         |
| Ploziva      | Neznělé      | p       | t         |               | k      | ʔ       |
| Ploziva      | Znělé        | b       | d         |               | g      |         |
| Ploziva      | Emfatické    |         | tʼ        |               | kʼ     |         |
| Frikativa    | Neznělé      |         | s ~ ʃ     | s ~ ʃ         | x      |         |
| Frikativa    | Znělé        |         |           |               | ɣ ~ ʁ  |         |
| Afrikáta     | Neznělé      |         | t͡s        |               |        |         |
| Afrikáta     | Znělé        |         | d͡z        |               |        |         |
| Afrikáta     | Emfatické    |         | t͡s’       |               |        |         |
| Approximanta | Approximanta |         | l         | j             | w      |         |

Emfatické souhlásky jsou v semitských jazycích souhlásky, které jsou takovým třetím protikladem ke znělým a neznělým souhláskám, ale v různých semitských jazycích jsou vyjádřeny různě (faryngalizací, uvularizací, velarizací, nebo jako ejektivní). Dle rekonstrukcí se emfatické souhlásky v akkadštině vyslovovaly ejektivně.

## Příklady

### Číslovky
| Akkadsky  | Česky |
| ištēn, 𒁹  | jeden |
| šinā, 𒈫   | dva   |
| šalāš, 𒐈  | tři   |
| erbe, 𒐉   | čtyři |
| ḫamiš, 𒐊  | pět   |
| šediš, 𒐋  | šest  |
| sebe, 𒐌   | sedm  |
| samāne, 𒐍 | osm   |
| tiše, 𒑆   | devět |
| ešer, 𒌋   | deset |

## Vzorový text
18-28.šumma awīlum šū
awâtīya ša in-narîya ašṭuru
lā iqul-ma errētīya imēš-ma errēt
ilī lā īdur-ma dīn adīnu uptassis
53-63.illil bēlum mušīm šīmātim
ša qibissu lā uttakaru mušarbû
šarrūtīya tēši lā šubbîm gabarah
ha lāqīšu iš-šubtīšu lišappihaššum

### Všeobecná deklarace lidských práv
| akkadsky | ni-šu-ka-lu-ši-na-e-la-tum-wa-al-da-ma-i-na-a-wi-lu-tim-u-ma-ṣi-a-li-ba-u-mil-ka-am-i-ša-ma-mit-ḫa-ri-iš-i-na-a-ḫu-tim-i-pe-ša             |
| česky    | Všichni lidé se rodí svobodní a sobě rovní co do důstojnosti a práv. Jsou nadáni rozumem a svědomím a mají spolu jednat v duchu bratrství. |